# Bragassargues
Bragassargues es una comuna francesa situada en el departamento de Gard, en la región de Occitania.

## Demografía
| 79 | 76 | 54 | 68 | 94 | 94 | 167 |
| Para los censos de 1962 a 1999 la población legal corresponde a la población sin duplicidades (Fuente: INSEE [Consultar]) |    |    |    |    |    |     |